# Álex Corredera
Alexandre Corredera Alardi (San Juan de las Abadesas, Gerona, 19 de marzo de 1996), más conocido como Álex Corredera, es un futbolista español que juega de centrocampista y su equipo es el Real Sporting de Gijón de la Segunda División de España.

## Trayectoria
Natural de San Juan de las Abadesas, Gerona, Corredera se unió a la cantera del F. C. Barcelona en 2004 a la edad de ocho años. Llegó hasta el Juvenil A con el que levantó la primera Liga Juvenil de la UEFA de la historia azulgrana en la temporada 2013-14.
El 1 de julio de 2015 firmó un contrato de dos años con el Deportivo de La Coruña, siendo asignado al R. C. Deportivo Fabril en Tercera División.
Hizo su debut con el filial del Deportivo de La Coruña el 23 de agosto de 2015, en una victoria por 1-0 en Tercera División en casa del C. D. Boiro. Siete días después marcó su primer gol, anotando el primer tanto en un empate 2-2 en casa contra el Arosa S. C. 
El 9 de julio de 2017 rescindió su contrato con el club coruñés y firmó por la Unión Deportiva Almería "B" de Tercera División. El 24 de septiembre de 2017 marcó un triplete en una derrota en casa 4-0 del Villacarrillo C. F. 
El 22 de octubre de 2017 hizo su debut con el primer equipo de la U. D .Almería en Segunda División, sustituyendo a Nauzet Alemán en una derrota en casa por 0-1 frente al C. F. Reus Deportiu. Llegó a disputar tres partidos con el primer equipo en Segunda División en la temporada 2017-18.
El 3 de julio de 2018 firmó con el Real Murcia de Segunda División B, en el que jugó 19 encuentros durante la primera vuelta de la competición.
El 11 de enero de 2019 se comprometió para lo que restaba de temporada con el Valencia Club de Fútbol Mestalla, en el que jugó durante 17 partidos.
En verano de 2019  se comprometió con el Club Deportivo Badajoz por una temporada. En la temporada 2020-21 jugó la cifra de 25 partidos y anotó  diez goles, campaña en la que estuvo a punto de ascender a la Segunda División, quedando eliminado por la S. D. Amorebieta en la última eliminatoria.
El 2 de junio de 2021 firmó por el Club Deportivo Tenerife por tres temporadas. En su primer partido marcó el gol del triunfo ante el C. F. Fuenlabrada en el tiempo de descuento. Anotó otros dos tantos y disputó un total de 118 encuentros, 112 de ellos en la Segunda División, antes de marcharse en septiembre de 2024 al F. K. Jimki ruso. Allí estuvo un año y en julio de 2025 regresó a España para jugar en el Real Sporting de Gijón hasta 2028.

## Clubes
| Club                             | País   | Año       |
| -------------------------------- | ------ | --------- |
| R. C. Deportivo de La Coruña "B" | España | 2015-2017 |
| U. D. Almería "B"                | España | 2017-2018 |
| Real Murcia C. F.                | España | 2018-2019 |
| Valencia C. F. Mestalla          | España | 2019      |
| C. D. Badajoz                    | España | 2019-2021 |
| C. D. Tenerife                   | España | 2021-2024 |
| F. K. Jimki                      | Rusia  | 2024-2025 |
| Real Sporting de Gijón           | España | 2025-     |

## Palmarés

### Títulos nacionales
| Título                    | Club                             | País   | Año  |
| ------------------------- | -------------------------------- | ------ | ---- |
| División de Honor Juvenil | F. C. Barcelona                  | España | 2014 |
| Tercera División          | R. C. Deportivo de La Coruña "B" | España | 2017 |
| Segunda División B        | C. D. Badajoz                    | España | 2021 |

### Títulos internacionales
| Título                  | Equipo          | Sede | Año  |
| ----------------------- | --------------- | ---- | ---- |
| Liga Juvenil de la UEFA | F. C. Barcelona | Nyon | 2014 |